# Seznam vrcholů v Súľovských vrších

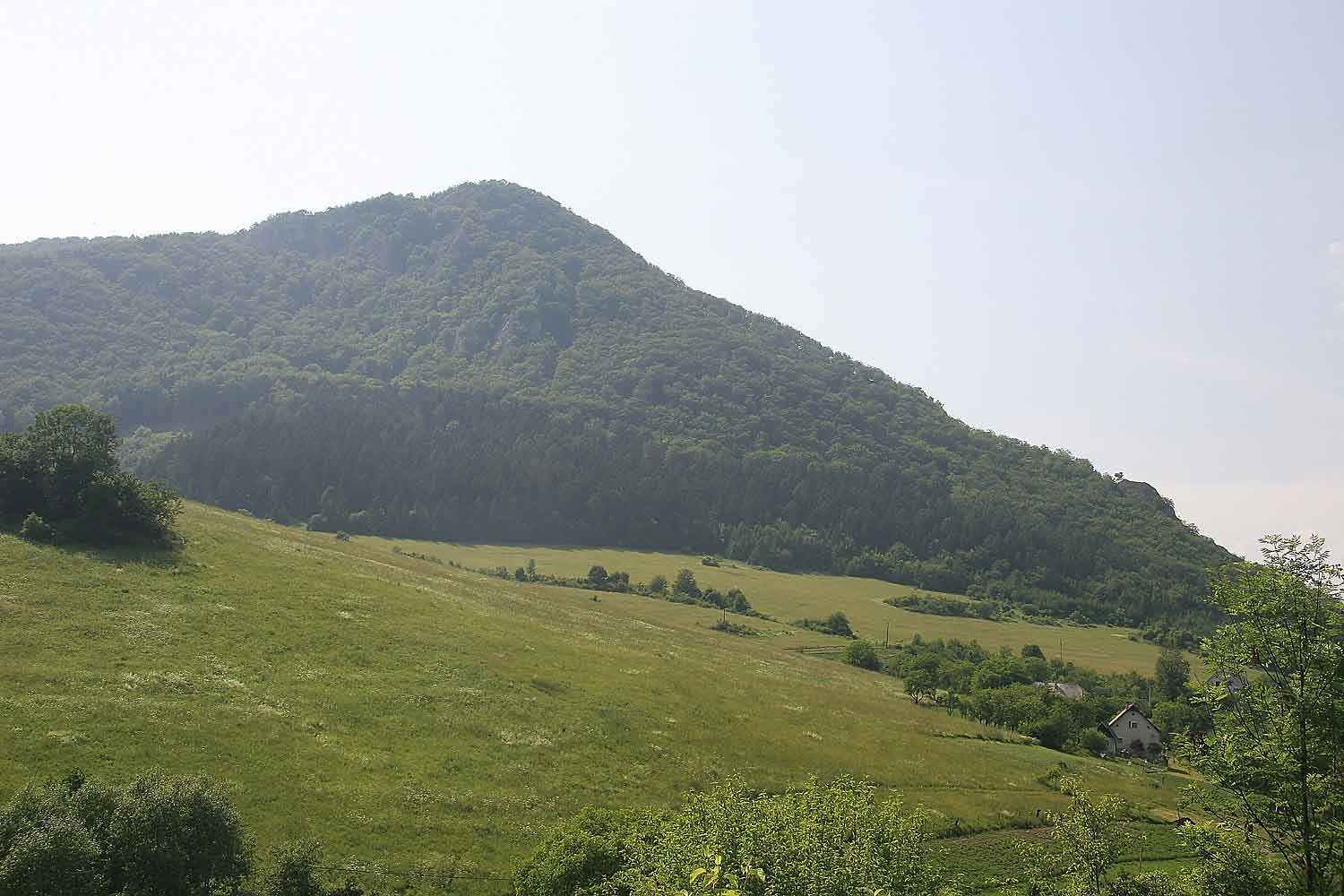
Veľký Manín (891)

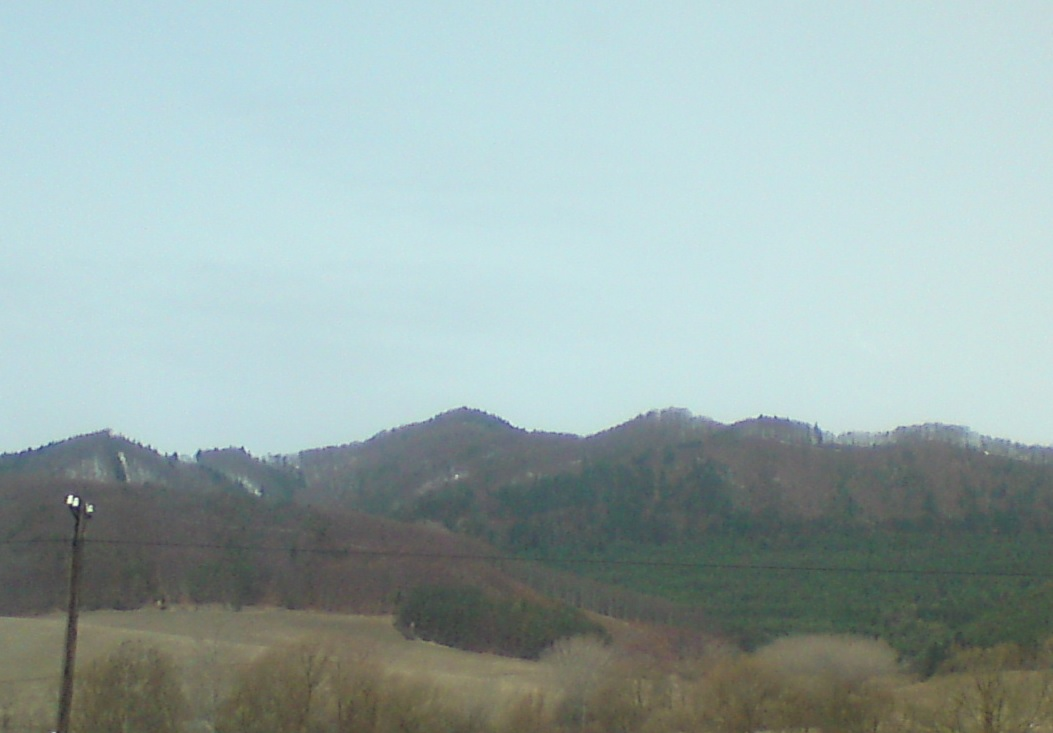
Žibrid (867 m)

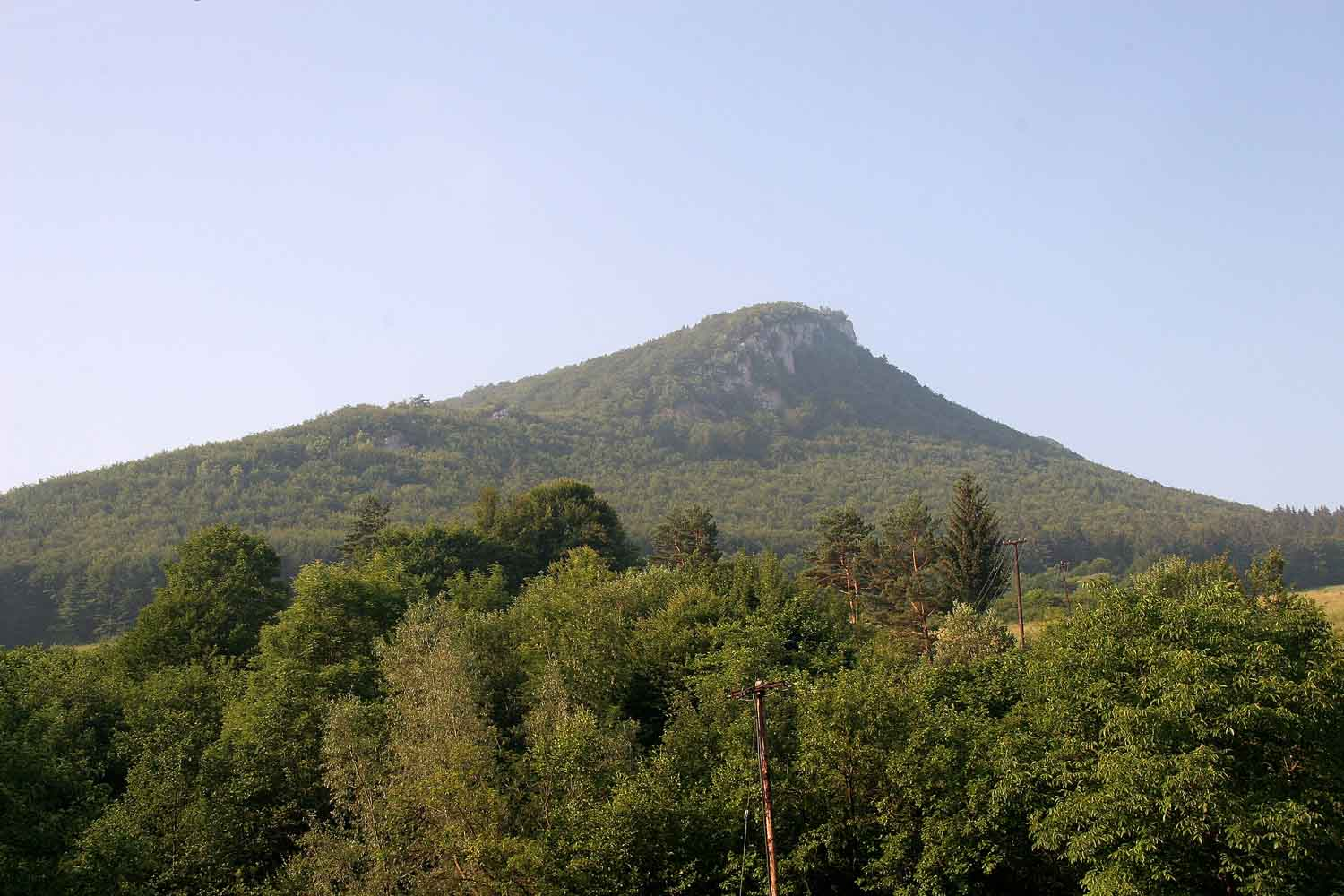
Malý Manín (813 m)

Seznam vrcholů v Súľovských vrších zahrnuje pojmenované vrcholy s nadmořskou výškou nad 700 m. K sestavení seznamu bylo použito map dostupných na stránkách hiking.sk.

## Seznam vrcholů
| #   | Vrchol         | Výška (m) | Souřadnice                       | Přístup                  |
| --- | -------------- | --------- | -------------------------------- | ------------------------ |
| 1.  | Veľký Manín    | 891       | 49°07′30″ s. š., 18°29′45″ v. d. | neznačeno                |
| 2.  | Žibrid         | 867       | 49°07′38″ s. š., 18°36′35″ v. d. | zelená turistická značka |
| 3.  | Stráne         | 837       | 49°02′41″ s. š., 18°31′12″ v. d. | neznačeno                |
| 4.  | Havrania skala | 835       | 49°08′27″ s. š., 18°33′02″ v. d. | neznačeno                |
| 5.  | Kečka          | 822       | 49°09′45″ s. š., 18°36′46″ v. d. | zelená turistická značka |
| 6.  | Brada          | 816       | 49°11′10″ s. š., 18°35′49″ v. d. | neznačeno                |
| 7.  | Malý Manín     | 813       | 49°08′55″ s. š., 18°30′24″ v. d. | neznačeno                |
| 8.  | Dubica         | 811       | 49°07′00″ s. š., 18°35′45″ v. d. | neznačeno                |
| 9.  | Roháč          | 803       | 49°11′10″ s. š., 18°36′43″ v. d. | žlutá turistická značka  |
| 10. | Holazne        | 794       | 49°07′01″ s. š., 18°31′56″ v. d. | neznačeno                |
| 11. | Skalky         | 778       | 49°08′32″ s. š., 18°41′05″ v. d. | zelená turistická značka |
| 12. | Vysoký vrch    | 766       | 49°06′13″ s. š., 18°34′34″ v. d. | neznačeno                |
| 13. | Tlstá hora     | 747       | 49°08′09″ s. š., 18°40′13″ v. d. | neznačeno                |
| 14. | Tisová         | 733       | 49°04′59″ s. š., 18°33′28″ v. d. | neznačeno                |
| 15. | Dubová         | 728       | 49°06′11″ s. š., 18°36′55″ v. d. | neznačeno                |
| 16. | Ostrenec       | 724       | 49°07′33″ s. š., 18°32′38″ v. d. | neznačeno                |
| 17. | Roháč          | 720       | 49°03′18″ s. š., 18°28′39″ v. d. | neznačeno                |
| 18. | Tŕnie          | 716       | 49°03′04″ s. š., 18°29′17″ v. d. | neznačeno                |
| 19. | Kňazová        | 713       | 49°02′41″ s. š., 18°29′33″ v. d. | neznačeno                |
| 20. | Končiny        | 708       | 49°03′11″ s. š., 18°30′40″ v. d. | neznačeno                |
| 21. | Dúpna          | 702       | 49°04′22″ s. š., 18°32′50″ v. d. | neznačeno                |